# Кантор, Теодор Эдвард
Теодор Эдвард Кантор (дат. Theodore Edward Cantor, 1809—1860) — датский врач, зоолог и ботаник.
Теодор Эдвард Кантор окончил в 1833 году Университет Галле и получил учёную степень доктора медицины. С 1835 по 1839 годы служил врачом в Bengal Medical Service. Он собирал растения на полуострове Малакка и в Китае. Кантор впервые описал королевскую кобру (Ophiophagus hannah).
В 1868 году Уильям Манро назвал в честь Кантора вид растений семейства злаки Bambusa cantori.

## Труды
- Sketch of an undescribed hooded serpent with fangs and maxillar teeth. In: Asiat. Res. Band 19, S. 87–94 Calcutta 1836
- Description of a new species of Zygaena. In: Quarterly Journal of the Calcutta Medical and Physical Society. S. 315–320, 1837
- A notice of the Hamadryas, a genus of hooded serpent with poisonous fangs and maxillary teeth. In:  Proceedings of the Zoological Society of London. S. 72–75, 1838
- Notes respecting some Indian fishes, collected, figured and described, etc. In: Journal of the Royal Asiatic Society of Bengal. Band 8: S. 165–172, 1838
- Spicilegium serpentium indicorum. R. and J.E. Taylor, London 1839
- General features of Chusan, with remarks on the flora and fauna of that island. Taylor, London 1842; оцифрованная версия
- Catalogue of Mammalia inhabiting the Malayan Peninsula and Islands, &c. In: Journal of the Asiatic Society of Bengal. Band 15: S. 171–203 und S. 241–279, 1846
- Catalogue of Reptiles inhabiting the Malayan Peninsula and Islands, &c. Calcutta 1847; оцифрованная версия
- Catalogue of Malayan fishes. In: Journal of the Asiatic Society of Bengal. Band 18, S. 981–1443, 1849